# Dave Davies
David Russell Gordon "Dave" Davies (Fortis Green, Londres, Inglaterra, 3 de febrero de 1947) es músico de rock británico, conocido por ser el guitarrista de la banda de rock británica The Kinks.
El 2003, quedó ubicado en el lugar número 88 dentro de la Lista de los 100 guitarristas más grandes de todos los tiempos hecha por la revista Rolling Stone.
Aunque no tenía el mismo protagonismo que su hermano dentro de la banda, también compuso y cantó sus propias canciones. Temas notables como "Death of a Clown", "Susannah's Still Alive" y "Living on a Thin Line". Y como guitarrista se destaca su trabajo en el riff característico de la canción "You Really Got Me", canción de sólo dos acordes que según lo dicho por él y por su hermano, se consiguió casualmente cuando Dave conectó agujas de coser a su amplificador. [cita requerida]

## Vida personal
Davies publicó una autobiografía, titulada Kink donde habla largamente sobre su bisexualidad, incluyendo una relación sexual con Long John Baldry. También escribió sobre la tensa relación profesional con su hermano durante sus 30 años de carrera juntos en The Kinks.

## Discografía
- Dave Davies (1980)
- Glamour (1981)
- Chosen People (1983)
- In the Mouth of Madness banda sonora, guitarra solista en track # 1 (1995)
- Village of the Damned banda sonora (1995)
- Purusha and the Spiritual Planet (1998)
- Fortis Green (1999)
- Solo Live - Marion College (2000)
- Rock Bottom - Live At The Bottom Line (2000)
- Fragile (2001)
- Bug (2002)
- Bugged... Live! (2002)
- Transformation - Live at The Alex Theatre (2003 lanzado de Meta Media)
- Transformation - Live at The Alex Theatre (2005 lanzado en AngelAir Records)
- Kinked ( 7 de marzo de 2006 lanzado en Koch Records)
- Fractured Mindz (30 de enero de 2007 lanzado en Meta Records en la web oficial de Dave)
- Fractured Mindz (remasterizado lanzado en Koch Records el 31 de julio de 2007)
- "I Will Be Me" (2013)